# Sibirisk alpfink
Sibirisk alpfink (Leucosticte arctoa) är en östasiatisk fågel i familjen finkar inom ordningen tättingar.

## Utseende och läten
Sibirisk alpfink är en stor (14–18 cm) och stornäbbad, långvingad och kraftig fink. Den är huvudsakligen är svartaktig, framför allt på ansikte, panna, undersida och vingar. Den är blekbrun på hjässa och nacke, övergående i gråstreckad brun mantel medan nedre delen av ryggen och övergumpen är mörkbrun. Undersidan är brunsvart med grå fläckar på strupe och bröst och hallonrosa flanker. Både skapularer och vingtäckare är spetsade rosa, och även de undre stjärttäckarna har samma färg. Sången som levereras från marken eller i sångflykt består av en serie kvittrande toner. Bland lätena hörs ett sparvlikt "iyuu" och ett torrt "peut".

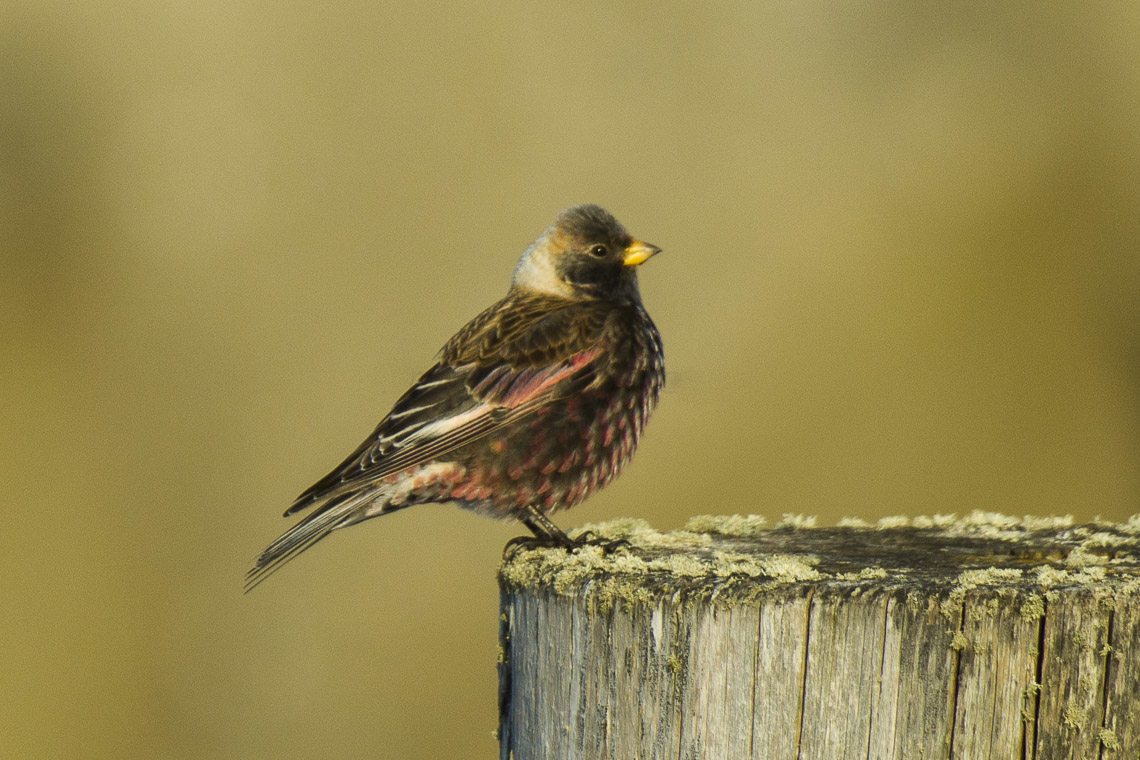
Sibirisk alpfink på Hokkaido i Japan.

## Utbredning och systematik
Sibirisk alpfink delas in i fem underarter med följande utbredning:
- Leucosticte arctoa arctoa – Altaj i Ryska federationen
- Leucosticte arctoa cognata – Sayanbergen och angränsande berg vid gränsen mellan Ryssland och Mongoliet
- Leucosticte arctoa sushkini – norra Mongoliet (Changajregionen)
- Leucosticte arctoa gigliolii – bergsområden norr om Bajkalsjön (öster till Yablonovybergen)
- Leucosticte arctoa brunneonucha – bergsområden i östra Sibirien (Lenafloden Kamtjatka och Kurilerna)

Genetiska studier visar att arten är mycket nära släkt med de tre amerikanska arterna grånackad alpfink, brunkronad alpfink och svart alpfink.

## Levnadssätt
Sommartid ses fågeln på klippig tundra eller i bergstrakter ovan trädgränsen. Den lever mestadels av frön, knoppar och skott, men även ryggradslösa djur. Häckningsbiologin är dåligt känd och få bon har hittats. Den häckar mellan juni och augusti, i de kallaste områdena från juli. Den lägger endast en kull och häckar enstaka eller i lösa kolonier. Arten är både flyttfågel, delvis flyttfågel och höjdledsflyttare.

## Status och hot
Arten har ett stort utbredningsområde och en stor population, men tros minska i antal, dock inte tillräckligt kraftigt för att den ska betraktas som hotad. Internationella naturvårdsunionen IUCN kategoriserar därför arten som livskraftig (LC). Världspopulationen har inte uppskattats men den beskrivs som vanlig eller lokalt vanlig till mycket vanlig i vissa områden vintertid och under flyttningen.

## Namn
På svenska har fågeln även kallats asiatisk alpfink.